# Neonitocris flavipes
Neonitocris flavipes là một loài bọ cánh cứng trong họ Cerambycidae.